# Clement Heigham
Sir Clement Heigham, né en 1495 au plus tard et mort le 9 mars 1571, est un juge et homme politique anglais.

## Biographie
À l'issue d'études de droit à Lincoln's Inn, il devient barrister (avocat), au service un temps de l'abbaye de Bury St Edmunds. De 1529 jusqu'à sa mort il est juge de paix pour le Suffolk. Il est par ailleurs juge à la cour du comté du Norfolk à partir de 1540. Lors de la crise pour la succession du défunt roi Édouard VI en 1553, il exprime très tôt son soutien pour Marie, qui devient effectivement reine. La reine fait intervenir le gouverneur des Cinq-Ports, Thomas Cheyne, pour persuader avec succès les citoyens de la ville de Rye d'élire Clement Heigham député à la Chambre des communes du Parlement d'Angleterre pour le parlement d'octobre 1553.
Malgré le soutien de la Couronne, il peine à trouver un siège pour les parlements qui suivent, mais est élu député d'Ipswich au parlement d'avril 1554, de West Looe (bourg pourri de Cornouailles) à celui de novembre 1554, et de Lancaster à celui de 1558. Il est nommé membre du Conseil privé de mai 1554 à novembre 1558. Les députés l'élisent président (speaker) de la Chambre des communes pour le parlement de novembre 1554.
Sous sa présidence de la chambre des Communes, le Parlement restaure le catholicisme romain comme religion officielle de l'Angleterre, adopte des lois réprimant les « hérésies » protestantes et définit les prérogatives de Philippe II d'Espagne, époux de la reine et roi jure uxoris d'Angleterre. Sa conduite de la Chambre donne satisfaction au couple royal, et c'est Philippe qui le fait chevalier en janvier 1555. Il poursuit dans le même temps sa carrière de juge, et durant le règne de Marie il s'avère « particulièrement zélé dans la persécution des protestants ». De mars 1558 à janvier 1559 il est président de la Cour de l'Échiquier (en), fonction dont il est destitué par la nouvelle reine Élisabeth Ire. Il meurt en mars 1571 et est inhumé à l'église du village de Barrow dans le Suffolk.